# Želva (okres Ukmergė)
Želva je město ve Vilniuském kraji v okrese Ukmergė v Litvě. Nachází se asi 18 km od města Ukmergė. Podle sčítání lidu z roku 2011 zde žilo 457 obyvatel.

## Historie
Město má katolický kostel a synagogu.
26. a 27. července 1941 byli ve městě příslušníky jednotek Einsatzgruppen a litevskými kolaboranty vražděni Židé. Celkem bylo zabito celkem 60 lidí.

## Rodáci
- Aaron Klug (1926–2018), nositel Nobelovy ceny za chemii, biochemik a molekulární biolog
- Vydas Paknys (* 1968), politik